# 笑わない数学
『笑わない数学』（わらわないすうがく）とは、NHK総合テレビの教養番組。2022年6月11日（23:30 - 0:00 JST）に『レギュラー番組への道』においてパイロット版が放送され、2022年7月13日から9月28日までレギュラー番組として全12回放送された。なお、同年3月下旬NHK BSプレミアム深夜帯にて4回分が先行放送された。ギャラクシー賞テレビ部門の2022年9月度月間賞を受賞。2023年10月4日から12月6日まで第2シリーズが毎週水曜日23:00～23:30（JST）に放送された。

## 概要
パンサーの尾形貴弘が難解な数学の世界を大真面目に解説する「異色の知的エンターテインメント番組」。尾形貴弘は自身のギャグを封印し解説を行う。「天才数学者をも苦しめてきた数々の難問」や「美しくも不思議な知の世界」を、1回30分1テーマで分かりやすく掘り下げる。監修は小山信也・東洋大学理工学部教授。

### 出演者
- 尾形貴弘（パンサー）- 司会[8]

### 語り
- 合原明子（NHKアナウンサー）[11]

## 放送時間
- 2022年07月13日 - 2022年09月28日（全12回）[2][9][12]
  - NHK 総合テレビ 水曜 23:00 - 23:30（JST）

- 2022年09月19日深夜
  - NHK 総合テレビ 2022年9月20日 2:20 - 3:50（JST）
  - 「イッキ見」再放送として、エピソード#3・#2・#4の順に再放送→台風14号関連のニュース放送のため、「イッキ見」再放送は中止となった[13]。
- 2023年04月08日 - 2023年06月24日[14]
  - NHK Eテレ 土曜 21:30 - 22:00（JST）
  - NHK Eテレ 水曜（火曜深夜）0:55 - 1:25（JST）
- 2023年10月04日 - 2023年12月06日[15]
  - NHK 総合テレビ 水曜 23:00 - 23:30（JST）
  - NHK Eテレ 土曜 21:30 - 22:00（JST）※再放送
  - NHK Eテレ 水曜（火曜深夜）0:55 - 1:25（JST）※再放送

## エピソード

### BSプレミアム先行放送
| 話数 | タイトル      | 放送日（JST）                         |
| ---- | ------------- | ------------------------------------- |
| 1    | 「素数」      | 2022年03月26日（25日深夜）1:20 - 1:49 |
| 2    | 「無限」      | 2022年03月26日（25日深夜）1:49 - 2:18 |
| 3    | 「四色問題」  | 2022年03月31日（30日深夜）3:10 - 3:39 |
| 4    | 「P対NP問題」 | 2022年03月31日（30日深夜）3:39 - 4:08 |

### 2022年度
2022年7月13日から9月28日まで全12回が放送された。
| 通算話数                     | タイトル                     | 初放送日（JST）              | 出典                         |
| 『レギュラー番組への道』時代 | 『レギュラー番組への道』時代 | 『レギュラー番組への道』時代 | 『レギュラー番組への道』時代 |
| ---------------------------- | ---------------------------- | ---------------------------- | ---------------------------- |
| P                            | フェルマーの最終定理         | 2022年06月11日               | [ 1 ]                        |
| レギュラー放送               |                              |                              |                              |
| 1                            | #1「素数」                   | 2022年07月13日               | [ 18 ]                       |
| 2                            | #2「無限」                   | 2022年07月20日               | [ 19 ]                       |
| 3                            | #3「四色問題」               | 2022年07月27日               | [ 20 ]                       |
| 4                            | #4「P対NP問題」              | 2022年08月03日               | [ 21 ]                       |
| 5                            | #5「ポアンカレ予想」         | 2022年08月10日               | [ 22 ]                       |
| 6                            | #6「虚数」                   | 2022年08月17日               | [ 23 ]                       |
| 7                            | #7「フェルマーの最終定理」   | 2022年08月24日               | [ 24 ]                       |
| 8                            | #8「カオス理論」             | 2022年08月31日               | [ 25 ]                       |
| 9                            | #9「暗号理論」               | 2022年09月07日               | [ 26 ]                       |
| 10                           | #10「abc予想」               | 2022年09月14日               | [ 27 ]                       |
| 11                           | #11「確率論」                | 2022年09月21日               | [ 28 ]                       |
| 12                           | #12「ガロア理論」            | 2022年09月28日               | [ 29 ]                       |

### 2023年度
第2シリーズの放送が2023年10月4日から12月6日までの全8回がNHK総合で毎週水曜日23:00～23:30に放送された。（JST）。テーマとしては「非ユークリッド幾何学」「コラッツ予想」「1+1=2」「結び目理論」「超越数」「ケプラー予想」「1+2+3+4+…=−1/12」「BSD予想」が扱われた。
| 通算話数 | タイトル                   | 初放送日 (JST) | 出典   |
| -------- | -------------------------- | -------------- | ------ |
| 13       | #1「非ユークリッド幾何学」 | 2023年10月04日 | [ 30 ] |
| 14       | #2「コラッツ予想」         | 2023年10月11日 | [ 31 ] |
| 15       | #3「1+1=2」                | 2023年10月18日 | [ 32 ] |
| 16       | #4「結び目理論」           | 2023年10月25日 | [ 33 ] |
| 17       | #5「超越数」               | 2023年11月08日 | [ 34 ] |
| 18       | #6「ケプラー予想」         | 2023年11月15日 | [ 35 ] |
| 19       | #7「1+2+3+4+…=−1/12」      | 2023年11月29日 | [ 36 ] |
| 20       | #8「BSD予想」              | 2023年12月06日 | [ 37 ] |

### 2024年度
| 通算話数 | タイトル              | 初放送日 (JST) | 出典            |
| -------- | --------------------- | -------------- | --------------- |
| 21       | 微分・積分 スペシャル | 2024年12月29日 | [ 注 2 ] [ 38 ] |
| 22       | ホッジ予想 スペシャル | 2025年03月27日 | [ 注 3 ] [ 39 ] |

## 書籍
KADOKAWAより放送内容を元にした書籍が出版されている。
- 『笑わない数学』（2023年12月11日）[40]
  - 収録テーマ：素数 / 無限 / 四色問題 / フェルマーの最終定理 / 確率論 / ガロア理論

- 『笑わない数学2』（2024年11月21日）[41]
  - 収録テーマ：超越数 / コラッツ予想 / 暗号理論 / ポアンカレ予想 / BSD予想

- 『笑わない数学3』（2025年9月5日）[42]
  - 収録テーマ：非ユークリッド幾何学 / 結び目理論 / 「P対NP」問題 / 1+2+3+4+…=-1/12 / abc予想